# Limedsforsen
Limedsforsen is een plaats in de gemeente Malung-Sälen in het landschap Dalarna en de provincie Dalarnas län in Zweden. De plaats heeft 443 inwoners (2005) en een oppervlakte van 316 hectare. De plaats ligt aan de rivier de Västerdalälven. In de buurt van de plaats kan men winters skiën.

## Verkeer en vervoer
Bij de plaats loopt de Riksväg 66.
De plaats had vroeger een station aan de hier opgeheven spoorlijn Repbäcken - Särna.